# Atac de l'Iran a Israel d'abril de 2024
L'atac de l'Iran a Israel d'abril de 2024 es va produir el 13 d'abril del 2024 al vespre, en el context de la guerra entre Israel i Hamàs, quan l'Iran va atacar Israel amb 170 drons, 30 míssils de creuer i 120 míssils balístics.

## Antecedents
El 7 d'octubre de 2023, Hamàs, una organització armada palestina que té el suport de l'Iran, va dur a terme un atac al sud d'Israel durant la festa jueva de Simhat Torà i Sàbat, que va provocar la mort de 1.200 persones. Israel hi va respondre envaint la Franja de Gaza en una operació militar que, 6 mesos més tard, havia provocat la mort de més de 33.000 persones. A conseqüència d'aquestes morts, l'Iran —i altres països— van acusar Israel de cometre genocidi contra els palestins de Gaza.
Els dies 8 i 9 d'octubre, hi va haver foc creuat entre la milícia Hezbol·là, que també compta amb el suport iranià, i les forces israelianes després que els militants d'Hezbol·là disparessin míssils contra Israel des del Líban i Israel hi respongués amb atacs aeris al Líban. Posteriorment, Hezbol·là va oferir suport simbòlic a Hamàs amb alguns bombardejos i atacs amb coets, especialment a les Granges de Shebaa, una petita parcel·la de terra en disputa que ha experimentat un conflicte de baix nivell des de l'any 2000. A mitjans de març de 2024, ja s'havien registrat més de 4.400 incidents violents entre Hezbol·là i Israel des de l'inici de la guerra, i aproximadament 100.000 israelians havien estat evacuats del nord del seu país des de l'inici del conflicte.
El 24 de novembre de 2023 el vaixell portacontenidors CMA CGM Symi, propietat de l'israelià Idan Ofer va ser atacat per un dron iranià HESA Shahed 136 a l'oceà Índic, causant-li danys; però sense ferir-ne la tripulació. El 23 de desembre, un dron iranià HESA Shahed 136 va atacar el petrolier afiliat a Israel MV Chem Pluto a l'oceà Índic, davant de la costa de Gujarat. Els seus 20 tripulants en van sortir il·lesos; però s'hi va declarar un incendi que pogué ser extingit. El 13 d'abril de 2024, l'Armada de l'exèrcit dels guàrdies de la revolució islàmica va pujar a bord del portacontenidors portuguès MSC Aries, propietat parcial de l'empresari israelià Eyal Ofer i operat per la seva empresa, Zodiac Maritime, a l'estret d'Ormuz amb un helicòpter i el va redirigir cap al territori iranià.
Per la seva banda, l'1 d'abril de 2024, un atac aeri israelià va destruir un edifici annex a l'ambaixada iraniana a Damasc i va matar 16 persones, entre les quals Mohammad Reza Zahedi, general de brigada de la Força Quds de la Guàrdia Revolucionària Islàmica i un dels màxims responsables de les operacions a Síria i Líban de la Guàrdia Revolucionària iraniana, i altres set oficials de la Guàrdia Revolucionària Islàmica.

## L'atac
El 13 d'abril de 2024 a la nit, l'Iran va atacar Israel des del seu territori amb 170 drons suïcides HESA Shahed 136, 30 míssils de creuer i 120 míssils balístics, dirigits segons va manifestar posteriorment Hossein Amir-Abdollahian, el ministre d'afers exteriors iranià, contra les bases aèries dels caces F35, i com a objectiu primordial la base aèria de Nevatim, en el que suposava el primer atac iranià directe contra Israel des de 1979. La milícia libanesa Hezbol·là, i els Huthis, que compten amb el suport de l'Iran, es van afegir a l'ofensiva des del Líban, des d'on van llançar 40 coets, i el Iemen, respectivament, El Cos de la Guàrdia Revolucionària Islàmica de l'Iran va denominar el seu atac com a Operació Promesa Veritable.
Segons la Força Aèria Israeliana, els drons haurien trigat hores per assolir el seu objectiu a Israel, i els míssils de creuer al voltant d'una hora, mentre que els míssils balístics ho farien en uns 10 minuts, suposant el major repte per a la interceptació dels míssils antibalístics Arrow 3, el sistema israelià de defensa aèria de llarg abast dissenyat abatre míssils balístics mentre encara es troben fora de l'atmosfera. La Força Aèria Israeliana i els aliats d'Israel amb tropes a la zona, Jordània, el Regne Unit, els Estats Units i França, van abatre el 99% dels projectils. Les forces estatunidenques amb el suport dels caces europeus van destruir almenys 80 drons i sis míssils balístics a l'Iran i el Iemen, entre ells un míssil balístic al seu vehicle llançador i set drons abans del seu llançament a zones controlades pels huthis al Iemen. Tot i això, algun projectil va impactar a Irbil (al nord de l'Iraq) i cinc míssils balístics van malmetre un avió de transport C-130, una pista no utilitzada i instal·lacions d'emmagatzematge buides a la base aèria de Nevatim, i quatre míssils balístics van impactar a la base aèria del Negev, sense produir danys significatius. La metralla de la intercepció d'un míssil balístic a Arad va ferir críticament una nena beduïna.

## La resposta israeliana
L'Exèrcit iranià el 19 d'abril va confirmar tres explosions a la matinada a Qahjavarestan, a prop de l'aeroport d'Esfahan i de la base aèria militar de Shekari, on hi ha instal·lacions nuclears i fàbriques de drons i altre armament de guerra, provocades pels trets dels seus sistemes de defensa aeris contra objectes sospitosos, i Hossein Dalirian, portaveu de l'Agència Espacial Iraniana, va informar que diversos drons havien estat abatuts.